# Jakob Busk
Jakob Busk Jensen (ur. 12 września 1993 w Kopenhadze) – duński piłkarz grający na pozycji bramkarza. Zawodnik FC Nordsjælland.

## Życiorys
Jest wychowankiem FC København. W latach 2012–2016 był piłkarzem seniorskiego zespołu tego klubu. W rozgrywkach Superligaen zadebiutował 16 maja 2013 w przegranym 0:1 meczu z Randers FC. W sezonie 2012/2013 wraz z København został mistrzem kraju. Od 1 lipca do 31 grudnia 2014 przebywał na wypożyczeniu w AC Horsens. Od 19 stycznia do 31 grudnia 2015 był wypożyczony do norweskiego Sandefjordu Fotball. 15 stycznia 2016 odszedł za 268 tysięcy euro do niemieckiego Unionu Berlin. W 2. Bundeslidze zadebiutował 5 lutego 2016 w zremisowanym 2:2 spotkaniu z Kaiserslautern. Od sezonu 2018/2019 nie rozegrał ani jednego meczu w barwach Unionu, jednak z tego zespołu odszedł dopiero w 2024, kiedy podpisał dwuletni kontrakt z SønderjyskE Fodbold. W tym klubie zadebiutował 11 sierpnia 2024 w przegranym 0:2 meczu z FC København. Był to jego pierwszy od sześciu lat występ w oficjalnym spotkaniu. 1 lutego 2025 został wypożyczony do końca sezonu 2024/2025 do TSG 1899 Hoffenheim. W niemieckim zespole nie rozegrał ani jednego spotkania. 15 lipca 2025 przeszedł na zasadzie transferu definitywnego do FC Nordsjælland.